# Catoria sublavaria
Catoria sublavaria là một loài bướm đêm trong họ Geometridae.